# Station Futian Checkpoint
Station Futian Checkpoint (Chinees: 福田口岸, Engels: Futian Checkpoint Station) is het eerste station van de Longhualijn van de metro van Shenzhen, China. Dit station heeft een zij- en eilandperron, ofwel de Spaanse methode. Wie aankomt vanuit Qinghu wordt gevraagd om uit te stappen op perron 1 of 4.
| ← MTR East Rail Line naar Hung Hom | ← Richting Hung Hum                       | Volgend station: Sheung Shui              | Lok Ma Chau Port | Lok Ma Chau-Huanggang brug Sham Chun Rivier | Futian Checkpoint | ↑ Perron 1                                      | ↑ Perron 1                                      | → Longhualijn naar Qinghu |
| ← MTR East Rail Line naar Hung Hom | ← Richting Hung Hum                       | Volgend station: Sheung Shui              | Lok Ma Chau Port | Lok Ma Chau-Huanggang brug Sham Chun Rivier | Futian Checkpoint | → Richting Qinghu                               | Volgende station: Fumin                         | → Longhualijn naar Qinghu |
| ← MTR East Rail Line naar Hung Hom | ↑ Perron 1 Station Lok Ma Chau ↓ Perron 2 | ↑ Perron 1 Station Lok Ma Chau ↓ Perron 2 | Lok Ma Chau Port | Lok Ma Chau-Huanggang brug Sham Chun Rivier | Futian Checkpoint | ↑ Perron 2 Station Futian Checkpoint ↓ Perron 3 | ↑ Perron 2 Station Futian Checkpoint ↓ Perron 3 | → Longhualijn naar Qinghu |
| ← MTR East Rail Line naar Hung Hom | ← Richting Hung Hum                       | Volgend station: Sheung Shui              | Lok Ma Chau Port | Lok Ma Chau-Huanggang brug Sham Chun Rivier | Futian Checkpoint | → Richting Qinghu                               | Volgende station: Fumin                         | → Longhualijn naar Qinghu |
| ← MTR East Rail Line naar Hung Hom | ← Richting Hung Hum                       | Volgend station: Sheung Shui              | Lok Ma Chau Port | Lok Ma Chau-Huanggang brug Sham Chun Rivier | Futian Checkpoint | ↓ Perron 4                                      |                                                 | → Longhualijn naar Qinghu |

Futian Checkpoint · Fumin · Convention & Exhibition Center · Civic Center · Children’s Palace · Lianhua North · Shangmeilin · Minle · Baishilong · Shenzhen North · Hongshan · Shangtang · Longsheng · Longhua · Qinghu